# Dino Valdi
Dino Valdi, pseudonimo di Osvaldo Natale (Napoli, 1º giugno 1922 – Roma, 5 giugno 2003), è stato un attore italiano.

## Biografia
È conosciuto per essere stato per anni la controfigura di Totò; la sua collaborazione con l'attore napoletano iniziò nel 1947 in I due orfanelli di Mario Mattoli. Quattro anni dopo, nel 1951, nel film Bellezze in bicicletta, sostituì l'attore impegnato nel ruolo di un corridore ciclista.
Come attore, Valdi ha preso parte ad alcuni film, come ad esempio il poliziesco Milano... difendersi o morire (1978) diretto dal regista Gianni Martucci.
Nel 1984 ha interpretato in teatro la commedia Cinecittà a fianco di Rosalia Maggio e Pietro De Vico.

## Filmografia

### Cinema
- Bellezze in bicicletta, regia di Carlo Campogalliani (1951)
- Tarantella napoletana, regia di Camillo Mastrocinque (1953)
- Carosello napoletano, regia di Ettore Giannini (1954)
- Totò, Fabrizi e i giovani d'oggi, regia di Mario Mattoli (1960)
- I corpi presentano tracce di violenza carnale, regia di Sergio Martino (1973)
- Amori, letti e tradimenti, regia di Alfonso Brescia (1975)
- Sorbole... che romagnola, regia di Alfredo Rizzo (1976)
- Milano... difendersi o morire, regia di Gianni Martucci (1978)
- Il portaborse, regia di Daniele Luchetti (1991)
- Arriva la bufera, regia di Daniele Luchetti (1992)

### Televisione
- La scommessa (1967)
- Un uomo da ridere (1980) di Franco Franchi; doppiato da Carlo Croccolo che imita la voce di Totò